# 川又智菜美
川又 智菜美（かわまた ちなみ、1994年2月4日 - ）は、フリーアナウンサー。元女優、ファッションモデル、タレント。学生時代は弓川留奈、川上リサの名義で芸能活動をしていた。

## 来歴・人物
神奈川県横浜市出身。
東京宝塚劇場前で宝塚スターの出待ちをしている時にスターダストプロモーションにスカウトされ芸能界入りする。
アイドルグループ・ももいろクローバー（現・ももいろクローバーZ）のメンバーにも構想段階では選ばれていた。中学3年生時にファンタジー小説『月の啓示』を刊行。趣味はテニス。特技は英会話で、実用英語技能検定準1級の資格を所持している。
慶應義塾大学法学部法律学科卒業後、2016年山陽放送にアナウンサーとして入社。2017年3月、山陽放送を退社。セント・フォース所属となる。
2021年4月からWOWOW専属アナウンサーとして2年間活動した。
2023年6月18日、結婚を報告。

## アナウンサーとしての担当番組

### フリー転向後
- はやドキ!（TBSテレビ、2018年1月4日 - 2019年9月26日） - 火〜木曜→水〜金曜→水〜木曜担当
- 日テレNEWS24（2020年10月 - 2021年3月） - キャスター
- 週刊テニスワールド（WOWOW、2021年4月 - 2023年3月） - ナレーション
- WOWOWテニス グランドスラム中継（WOWOW、2021年5月 - 2022年1月） - 進行
- チャンピオンズリーグダイジェスト!（WOWOW、2022年2月19日 - 2022年11月4日） - 進行

### 山陽放送時代
- RSKイブニング5時（テレビ） - 火曜サブ司会
- あもーれ!マッタリーノ（ラジオ／2016年8月29日 - 2017年3月27日）- 月曜パートナー

## 芸能人としての活動歴

### 出演

#### テレビ
- 土曜ワイド劇場「法律事務所2」（テレビ朝日）
- テストの花道（NHK教育／2011年4月 - 2012年3月）

#### ラジオ
- ASIAN美少女

#### CM
- NIKKEスクールユニフォーム2007
- 明治製菓チョコレートンの冒険
- 須磨学園パンフレット
- ANIMAX 第3回全日本アニソングランプリ 募集告知
- 栄光ゼミナール

#### 雑誌
- ピュアピュア
- なかよし
- ディズニーガールズ
- レモンティーン

#### PV
- lela「樹海の月」

### 著書
- 『月の啓示』（SDP、2009年、ISBN 978-4-903620-47-3、弓川留奈名義）